# Антизомбі
«Антизомбі» — українська телевізійна інформаційна програма телеканалу ICTV. Виходить у вечірній час з 27 березня 2015 року.
Метою програми є протидія інформаційній війні проти України в умовах російської збройної агресії, предметом програми є детальний розбір та аналіз тенденційної інформації про Україну в закордонних, переважно російських ЗМІ.
Програма виходить російською та українською мовами.